# Quengeralm
Die Quengeralm ist eine Alm in den Bayerischen Voralpen. Sie liegt im Gemeindegebiet von Lenggries.
Das Almgebiet befindet sich unterhalb des Stangenecks an einem steilen Südhang.
Auf dem Almgebiet befinden sich auch die bewirtschaftete Tölzer Hütte und die Bayernhütte sowie die unbewirtschaftete Strasseralm.
Die Alm ist z. B. vom Brauneck als kurze Wanderung erreichbar. Sie ist auch Teil des Skigebietes am Brauneck.